# بهار أباد
بهار أباد هي قرية في مقاطعة سلماس، إيران. يقدر عدد سكانها بـ 53 نسمة بحسب إحصاء 2016.